# Bektašije
Bektašije su derviši bektašijskog tarikata (derviškog reda) koji je osnovao hadži Bektaš Veli (1209. – 1271.). Dio su islamske vjere te korijene vuku iz sufizma. Vjerski i duhovni vođe od 1925. godine nazivaju im se dedebabe, a aktualni je dedebaba Baba Mondi.
Hadži Bektaš Veli je bio anadolski mistik i filozof. Bektašijski tarikat se iz Anadolije raširio Balkanom tijekom osmanskog perioda, čijeg su se učenja držali janjičari. Danas se ovo učenje osobito sačuvalo među Albancima u Albaniji, Sjevernoj Makedoniji i Kosovu.  
Godine 2024. dedebaba Baba Mondi i albanski premijer Edi Rama najavili su planove o osnivanju mikrodržave bektašija u Tirani, s centrom u Svjetskom sjedištu bektašija. Ova bi država imala funkciju sličnu Vatikanu te služila promociji bektašijske vjere i miroljubivih inačica islama općenito.

## Vanjske poveznice
- The Bektashi order of Sufis
- The Bektashi Order of Dervishes
- bektashi jokes
- Hurufi influence on Bektashism
- Naim Frasheri's "Bektashi Pages"   Arhivirana inačica izvorne stranice od 23. rujna 2006. (Wayback Machine)